# Manoir de Federow
Le manoir de Federow (Gutshaus Federow) est une demeure allemande du patrimoine historique de l'arrondissement du Plateau des lacs mecklembourgeois située à Federow, village appartenant à la commune de Kargow (Mecklembourg-Poméranie-Occidentale). Le manoir se trouve dans le parc national de la Müritz à côté de Waren. 

## Historique
Le village de Federow est mentionné pour la première fois par écrit en 1289. Le fief est en possession de la famille von Tamme au XVe siècle. À la fin du XVIIe siècle une partie du domaine est acquise par la famille von Oldenburg qui acquiert les droits et la propriété de Sibrandt et de Secheln. De 1701 à 1769, le domaine appartient au chambellan Georg Ludwig von Oertzen qui le lègue à ses descendants, puis en 1820 il est vendu au bailli Lembke dont la famille construit le manoir actuel en 1845. En 1862, il passe à la puissante famille von Maltzahn qui le vend en 1882 à l'avocat Wilhelm Heinrich Friedrich Krull. En 1924, le propriétaire en est Georg Asselborn et en 1938 Kurt Einmann qui est exproprié en 1945, lorsque la propriété foncière privée est interdite, et l'agriculture collectivisée. L'édifice abrite alors des logements communautaires.
Le manoir a été privatisé après la réunification allemande et abrite aujourd'hui un hôtel de tourisme avec un restaurant gastronomique.
Le manoir se présente sous la forme d'un corps de logis rectangulaire néoclassique avec une entrée en demi-rotonde surmontée d'une terrasse dominée par un fronton triangulaire à œil-de-bœuf soutenu par deux larges pilastres.